# Ophiocryptus dubius
Ophiocryptus dubius är en ormstjärneart som beskrevs av Hubert Lyman Clark 1918. Ophiocryptus dubius ingår i släktet Ophiocryptus och familjen Ophiodermatidae. Inga underarter finns listade i Catalogue of Life.